# Municipio de Georgi Damyanovo
Georgi Damyanovo (en búlgaro, Георги Дамяново) es un municipio situado en la provincia de Montana, Bulgaria. Tiene una población estimada, en marzo de 2023, de 2177 habitantes.
Está ubicado al noroeste del país, cerca de la frontera con Rumania y Serbia. Su capital es la localidad homónima